# MusicBrainz
MusicBrainz je internetska glazbena enciklopedija Pokrenuta je 17. srpnja 2000. godine. Projekt je namijenjen radi stvaranja glazbene baze podataka otvorena sadržaja, sličnog projektu freedb. Vlasnik je MetaBrainz Foundation. MusicBrainz je osnovan kao odgovor na ograničenja postavljena na podatkovnu bazu Compact Disc Database (CDDB) namijenjenu softverskim aplikacijama za tražiti informacije o audio CD-ima (kompaktni disk) na internetu. MusicBrainz je pokrenuo Robert Kaye. Ovaj je projekt proširio svoje ciljeve i dalje od pukog spremišta metapodataka s CD-a )informacije o izvođačima, umjetnicima, tekstopiscima i ostalo) te cilja postati strukturirana otvorena internetska podatkovna baza za glazbu.
MusicBrainz skuplja informacije o glazbenicima, njihovim snimljenim uradcima te odnosima među njima. Natuknice o snimljenim radovima sadrže najmanje naslov albuma, naslove skladbi te dužinu svake skladbe. Natuknice održavaju volonterski urednici.

## Vanjske poveznice
- Službene stranice
- MusicBrainz na BBC-vim glazbenim stranicama
- Making Metadata: The Case of MusicBrainz Jess Hemerly. Master's project at UC Berkeley. 2011.